# William Alexander Clouston
William Alexander Clouston (ur. 1843 w Stromness na Orkadach, zm. 23 października 1896) – brytyjski folklorysta.

## Publikacje
- Arabian Poetry for English Readers
- Flowers from a Persian Garden and Other Papers
- Book of Wise Sayings: Selected Largely from Eastern Sources
- The Book of Noodles : Stories Of Simpletons; Or, Fools And Their Follies